# An Phước, Đồng Tháp
An Phước là một xã thuộc tỉnh Đồng Tháp, Việt Nam.

## Địa lý
Xã An Phước có vị trí địa lý:
- Phía đông giáp tỉnh Tây Ninh.
- Phía tây giáp phường An Bình.
- Phía nam giáp các xã An Hòa, Tam Nông, Tràm Chim và Phú Cường.
- Phía bắc giáp các xã Tân Hồng, Tân Hộ Cơ và Tân Thành.

Xã có diện tích 64,93 km², dân số năm 2025 là 23.788 người, mật độ dân số đạt 366 người/km².

## Lịch sử
Quyết định số 149-HĐBT ngày 27 tháng 09 năm 1988 của Hội đồng Bộ trưởng, chia xã An Bình thành hai xã lấy tên là xã An Phước và xã An Bình.
Quyết định số 41-HĐBT ngày 22 tháng 04 năm 1989 của Hội đồng Bộ trưởng, xã An Phước thuộc huyện Tân Hồng.
Ngày 16 tháng 6 năm 2025, Ủy ban Thường vụ Quốc hội ban hành Nghị quyết số 1663/NQ-UBTVQH15 về việc sắp xếp các đơn vị hành chính cấp xã của tỉnh Đồng Tháp năm 2025. Theo đó, sắp xếp toàn bộ diện tích tự nhiên, quy mô dân số của xã Tân Phước (huyện Tân Hồng), An Phước thành xã mới có tên gọi là xã An Phước.
Sau khi sáp nhập, xã An Phước có 64,93 km² diện tích tự nhiên và dân số 23.788 người.